# Demografija
Demografija je znanost o stanovništvu. Demografija istražuje i proučava zakonitosti i pravilnosti u kretanju stanovništva, ustanovljuje kakve su vrste te zakonitosti, njihovo kvantitativno i kvalitativno djelovanje i utvrđuje međusobne odnose kretanja stanovništva s drugim društvenim i gospodarskim pojavama.
Demografija kao znanost o dinamici stanovništva obuhvaća proučavanje njegove veličine, strukture i razdiobe, te kako se stanovništvo mijenja tijekom vremena zbog rođenja, smrti, migracija i starenja. Demografska analiza može se odnositi na čitava društva ili skupine definirane kriterijima poput obrazovanja, nacionalnosti, religije i etniciteta.
Demografska eksplozija je naziv za nagli porast stanovništva u nedovoljno razvijenim zemljama.

## Podaci i metode
Demografija se oslanja na upotrebi ogromnih količina podataka, uključujući rezultate popisa stanovništva (cenzusa) i zapise rođenja, ženidba i smrti. Najraniji moderni popis stanovništva izvršen je u Britaniji 1801. godine. Vidi također demografska statistika.
U mnogim zemljama, posebice u trećem svijetu, pouzdani demografski podaci se još uvijek teško prikupljaju. U mislima ljudi popis stanovništva često se izjednačuje sa skupljanjem poreza pa se ljudi rasprše čim popisivač dođe u njihovu blizinu. Stanovništvo Nigerije je primjerice tijekom 1980-ih široko procjenjeno na oko 101 milijun ljudi, dok je popisom stanovništva iz 1991. popisano manje od 89 milijuna ljudi (bez popravljanja za podbrojavanje).

## Važni pojmovi
Važni pojmovi u demografiji:
- Stopa rodnosti ili nataliteta, godišnji broj živorođenih na tisuću stanovnika.
- Opća stopa plodnosti ili fertiliteta, godišnji broj živorođenih na 1000 žena reproduktivne dobi (često se uzima od 15. do 49. godine starosti, ali ponekad i od 15. do 44.).
- Dobno-specifične stope plodnosti ili fertiliteta, godišnji broj živorođenih na 1000 žena u određenim dobnim skupinama (obično dob od 15-19, 20-24 itd.)
- Stopa smrtnosti ili mortaliteta, godišnji broj umrlih na 1000 stanovnika.
- Stopa smrtnosti dojenčadi ili infantilnog mortaliteta, godišnji broj umrle djece mlađe od 1 godine na 1000 živorođenih.
- Očekivano trajanje života (ili očekivana dob), broj godina koje pojedinac u određenoj dobi može očekivati da će doživjeti uz trenutne razine smrtnosti.
- Ukupna stopa plodnosti ili fertiliteta, broj živorođenih na ženu u njenom reproduktivnom životu, ako njena reproduktivnost pri svakoj dobi odrazuje trenutne dobno-specifične stope plodnosti.
- Bruto stopa reproduktivnosti, broj kćeri koje će roditi žena u svojem reproduktivnom životu po trenutačnim dobno-specifičnim stopama plodnosti.
- Neto stopa reproduktivnosti, broj kćeri koje će roditi žena prema trenutnim stopama smrtnosti i dobnoj plodnosti.

Treba napomenuti da stopa smrtnosti kao što je definirana iznad te primijenjena na čitavo stanovništvo može stvoriti pogrešnu sliku. Broj umrlih na 1000 stanovnika primjerice može biti veći za razvijene zemlje nego u manje razvijenim zemljama unatoč tome što su zdravstveni standardi bolji u razvijenim zemljama. To je zato što razvijene zemlje imaju relativno veći broj starijih ljudi koji će vjerojatnije umrijeti u danoj godini pa cjelokupna stopa smrtnosti može biti veća iako je stopa smrtnosti za bilo koju dob manja. Potpunija slika smrtnosti dana je tablicom života u kojoj je za svaku pojedinu dob smrtnost zbraja odvojeno. Tablica života je korisna jer prikazuje dobru procjenu očekivanog trajanja života.

## Povijest
Djelo Johna Graunta Natural and Political Observations upon the Bills of Mortality (Prirodna i politička promatranja prema računima smrtnosti) iz 1662. godine sadrži primitivan oblik tablice života. Matematičari poput Edmonda Halleyja razvili su tablicu života kao osnovu za matematiku životnog osiguranja. Pri kraju 18. stoljeća Thomas Malthus zaključio je da ako se stanovništvo nesmetano povećava, ono je predmet eksponencijalnog rasta. On je strahovao da će porast stanovništva premašiti porast u proizvodnji hrane, pa će stanovništvo uvijek živjeti u gladi i siromaštvu (vidi Malthuska katastrofa). Malthusa su vidjeli kao intelektualnog oca ideja prekomjernog stanovništva (prenapučenost). Kasnije su sofisticiranije i realističnije modele predstavili npr. Gompertz i Verhulst.

## Demografska tranzicija
Nasuprot Malthusovim predviđanjima (iako u slaganju s njegovim mišljenjima na moralnom ograničenju), prirodni prirast stanovništva u većini se razvijenih zemalja smanjio i približio nuli. To je postignuto ne glađu ili nedostatkom bogatstava, nego težnjom ljudi u razvijenim zemljama da imaju manje djece. Pad u rastu stanovništva pojavio se unatoč velikom rastu u očekivanom trajanju života u tim zemljama. Taj uzorak rasta stanovništva s polaganim (ili nikakvim) rastom u predindustrijskim društvima, kojeg je slijedio brz rast dok se društvo razvijalo i industrijaliziralo, te opet polagani rast dok se stanovništvo bogatilo, naziva se demografska tranzicija (latinski transire - prijeći).
Slična kretanja i danas su vidljiva u još razvijenijim zemljama toliko da se kreću izvan nadzora, pa se očekuje da će se rast svjetskog stanovništva značajno usporiti u sljedećem stoljeću, dolazeći konačno na mrtvu točku. Promjena će biti najvjerojatnije praćena glavnim smjenama u razmjeru svjetskog stanovništva u određenim regijama. Razdioba stanovništva Ujedinjenih naroda očekuje da će apsolutan broj dojenčadi i djece u svijetu početi padati 2015. a broj djece ispod 15. godine 2025. Demografi na Međunarodnom institutu za primijenjenu analizu sustava u Austriji očekuju da će svjetsko stanovništvo dosegnuti 9 milijardi do 2070. godine. Kroz 21. stoljeće prosječna dob stanovništva najvjerojatnije će nastaviti rasti.

## Više informacija
- Važne publikacije u demografiji
- Srednjovjekovna demografija

## Vanjske poveznice
- Kratki pregled glavnih svjetskih demografskih kretanja Pregled svjetskih promjena u stanovništvu i prirastu, infantilnom mortalitetu, plodnosti i dobnoj raspodjeli.
- Kratki pregled svjetskih sociodemografskih kretanja Pregled svjetskih promjena u urbanizaciji, obrazovanju i etnolingvističkoj frakcionalizaciji.
- PopulationData.net  Arhivirana inačica izvorne stranice od 10. rujna 2008. (Wayback Machine) Informacije i karte o stanovništvu diljem svijeta.
- Korotayev A., Malkov A., Khaltourina D. Introduction to Social Macrodynamics: Compact Macromodels of the World System Growth. Moscow: URSS, 2006 .